# Danqa (album)
Danqa – dziewięcio płytowy box set polskiej piosenkarki Danuty Stankiewicz wydany w 2012 roku nakładem wytwórni Fan Media. 

## Lista utworów

### Box 1:Dla duszy...
CD 1: Divide Amorem... Ojcu Świętemu (reedycja albumu Divide Amorem Inter nos)
1. Pan kiedyś stanął (Cesareo Azurmendi Gabarain - Stanisław Szmidt)
2. Nasz czas jest smutkiem (Janusz Sent - Anna Fechtner)
3. Brzemię nadziei (Robert Obcowski - Ewa Żylińska)
4. Psalm dziękczynny (Janusz Sent - Jerzy Andrzej Masłowski)
5. Dzieci świata (Robert Obcowski - Krzysztof Tadeusz Zawadzki)
6. Madonno czarna (Alicja Gołaszewska - Alicja Gołaszewska)
7. Ludzi nie mijaj (Robert Obcowski - Ewa Żylińska)
8. Miastu i światu (Janusz Sent - Jerzy Andrzej Masłowski)
9. Nadejdzie świt (Robert Obcowski - Jerzy Andrzej Masłowski)
10. Divide amorem (Janusz Sent - Anna Fechtner)

CD 2: Biała gwiazdka... kolędy i pastorałki (reedycja albumu Biała gwiazdka)
1. Choinkowe święta (Andrzej Seroczyński - Anna Warecka)
2. Pod jemiołą (Roman Ziemlański - Józef Andrzej Grochowina)
3. Choinka (Janusz Sent - Julian Tuwim)
4. Wilia - słodka wanilia (Roman Ziemlański - Józef Andrzej Grochowina)
5. Czas kolędy (Janusz Sent - Stefan Knothe)
6. Świąteczne chwile (Waldemar Zajączkowski - Krzysztof Tadeusz Zawadzki)
7. Pastorałka (Janusz Sent - Józef Szczawiński)
8. Wigilijny śniegu (Waldemar Zajączkowski - Józef Andrzej Grochowina)
9. Biała gwiazdka (Andrzej Seroczyński - Anna Warecka)
10. Sen i gwiazdy (Waldemar Zajączkowski - Krzysztof Tadeusz Zawadzki)
11. Świeć nam gwiazdo Betlejemska (Waldemar Zajączkowski - Krzysztof Tadeusz Zawadzki)
12. Świece w domach płoną szczęściem (Waldemar Zajączkowski - Krzysztof Tadeusz Zawadzki)

CD 3: Dawno temu... bajki dla dzieci (reedycja albumu Dawno, dawno temu)
1. Smok wawelski (Waldemar Zajączkowski - Jerzy Andrzej Masłowski)
2. Cztery podarki Wróżki (Waldemar Zajączkowski - Anna Warecka)
3. Hej! Twardowski (Ryszard Szeremeta - Anna Warecka)
4. Piosenka o Warszawskiej Syrence (Waldemar Zajączkowski - Jerzy Andrzej Masłowski)
5. Diabeł Rokita (Waldemar Zajączkowski - Jerzy Andrzej Masłowski)
6. Piosenka o Złotej Kaczce (Andrzej Zygierewicz - Jerzy Andrzej Masłowski)
7. Lusterko i Bazyliszek (Ryszard Szeremeta - Anna Warecka)
8. Rózga Samobijka (Ewa Jakubowska - Anna Warecka)
9. Dzisiaj Krawiec, jutro Król (Ryszard Szeremeta - Anna Warecka)
10. Kochajmy pyzę (Stanisław Wielanek - Stanisław Pensyk) [nagranie bonusowe]
11. Ballada o Słowiku (trad. - trad.) [nagranie bonusowe]
12. Dziewczynka z pozytywki (Henryk Wojciechowski - Stanisław Pensyk) [nagranie bonusowe]

### Box 2:Dla radości...
CD 1: Wernisaż... taneczne przeboje
1. Wernisaż (Raimonds Pauls - Jacek Bukowski)
2. Blue Star (Robert Obcowski - Janusz Kondratowicz)
3. Nieznajome dni (Igor Nikołajew - Anna Warecka)
4. Na parkiecie super dance (Robert Obcowski - Krzysztof Tadeusz Zawadzki)
5. Może by tak gdzieś pojechać (Renata Danel - Józef A. Grochowina)
6. Coś podobnego [Po co mi, na co mi] (Władimir Kuźmin - Jacek Korczakowski)
7. Miłości ślad (Wiesław Dymek - Nina Żmijewska)
8. Lolita to ja (Dariusz Trzewik, Witold Waliński - Kamil Zaworski)
9. To nie jest bluff (blef) (Wiesław Dymek - Nina Żmijewska)
10. Zrozum mnie (Wiesław Dymek - Nina Żmijewska)
11. Moje serce ze szkła (Robert Obcowski - Janusz Kondratowicz)
12. Po prostu kochaj tylko mnie (Janusz Piątkowski - Elżbieta Kosiba)
13. Europy chcę (Waldemar Zajączkowski - Jerzy Andrzej Masłowski)
14. To jest dziwna gra (Jerzy Suchocki - Halina Cenarska)
15. Wiem na pewno kocham życie (Michael Fedoroff - Krzysztof Bielecki)
16. Nasza miłość czy nie miłość (Kazimierz Bukat - Anna K. Gajewska)

CD 2: Pamiętasz, była jesień... Przeboje lat 60'tych (reedycja albumu Przeboje lat 60–tych)
1. Złoty pierścionek (Jerzy Wasowski - Roman Sadowski)
2. Dzisiaj, jutro, zawsze (Wojciech Piętowski - Andrzej Tylczyński)
3. Kochać (Andrzej Korzyński - Andrzej Tylczyński)
4. Rudy rydz (Bogusław Klimczuk - Jacek Bocheński (pseud. Adam Hosper)
5. Alabama (Romuald Żyliński - Bogusław Choiński, Jan Gałkowski)
6. Gdy mi ciebie zabraknie (Jerzy Abratowski - Kazimierz Winkler)
7. Serduszko puka w rytmie cza-cza (Romuald Żyliński - Janusz Odrowąż)
8. Alibej (Ryszard Sielicki - Jacek Bocheński (pseud. Adam Hosper)
9. Trzynastego (Ryszard Poznakowski - Janusz Kondratowicz)
10. Pamiętasz była jesień (Lucjan Kaszycki - Andrzej Czekalski, Ryszard Pluciński)
11. Szesnaście lat (Ryszard Sielicki - Mirosław Łebkowski, Stanisław Werner)
12. Jedziemy autostopem (Mateusz Święcicki - Juliusz Głowacki)

CD 3: Blask... piosenki żydowskie (reedycja albumu Blask)
1. A skrzypki w uszach grają (Dawid Glik - Józef Aleksandrowicz, Sylwia Wilczek)
2. Czumbalalajka (trad. - Zbigniew Stawecki)
3. A może by tak zatańczyć (Czesław Majewski - Halina Cenarska)
4. Piosenka o Rudej (Janusz Sent - Józef Knothe)
5. Rebe (trad. - Mory Gebaj)
6. Trzeba umieć się targować (Czesław Majewski - Halina Cenarska)
7. Śpiewał mi ojciec (Wiesław Czerwiński - Michał Chęciński)
8. To jest cymes (Dawid Glik - Mory Gebaj)
9. Ballada izraelska (Janusz Sent - Zbigniew Stawecki)
10. W innych językach (Janusz Sent - Ryszard Marek Groński)
11. Skrzypek na dachu (Raimonds Pauls - Jacek Korczakowski)
12. Rabin Jakub (Czesław Majewski - Halina Cenarska)
13. Już wszystkie smutki wysmucone (Artur Żalski - Michał Chęciński)
14. Blask szabasowych świec (Czesław Majewski - Halina Cenarska)

### Box 3:Dla serca...
CD 1: Erotyczne bajki... dla dorosłych (reedycja albumu Erotyczne Bajki Chodnikowe)
1. Naga prawda o niewyżytym Czerwonym Kapturku (Adam Truszkowski - Jerzy Andrzej Masłowski)
2. O tym jak krasnoludki uwiodły Marysię (Bogdan Roszczyk - Jerzy Andrzej Masłowski)
3. Napalona Blanka (Bogdan Roszczyk - Jerzy Andrzej Masłowski)
4. Erotyczne (s)ekscesy Sindbada (Adam Truszkowski - Jerzy Andrzej Masłowski)
5. Janosik i rozpustna Maryna (Bogdan Roszczyk - Jerzy Andrzej Masłowski)
6. Ali Baba i czterdziestu rozpustników (Bogdan Roszczyk- Jerzy Andrzej Masłowski)
7. Sposób na Śpiącą Królewnę (Adam Truszkowski - Jerzy Andrzej Masłowski)
8. Słodka tajemnica Waligóry i Wyrwidęba (Adam Truszkowski - Jerzy Andrzej Masłowski)
9. O tym jak Baba Jaga orgię urządziła (Bogdan Roszczyk - Jerzy Andrzej Masłowski)
10. Wesołego – hop, do łóżka! (Bogdan Roszczyk- Jerzy Andrzej Masłowski)

CD 2: O seksie... na ludowo i na wesoło (reedycja albumu O seksie na ludowo)
1. Czerwone i bure (trad. - Wincenty Świecznik)
2. Naszaba (Marek Krejzler - Wincenty Świecznik)
3. Holka (Stanisław Wielanek - Wincenty Świecznik)
4. Powiedzcie ludziska (Wiesław Czerwiński - Ryszard Skalski)
5. Studzienka Kasieńki (trad. - Andrzej Brzeski)
6. Stara stodoła (Stanisław Wielanek - Wincenty Świecznik)
7. Wziełam koguta (Wiesław Czerwiński - Wincenty Świecznik)
8. Drogi Jaśku (Jerzy Lichacz - Ryszard Skalski)
9. Szumi gaj (trad. - trad.)
10. A Jagusi chce sie (Jerzy Lichacz - Ryszard Skalski)
11. Hulaj, bujaj jeleniu (Ryszard Sielicki - Ewa Bonacka)
12. Oddajcie wy Zośce cnote (Wiesław Czerwiński - Ryszard Skalski)
13. Panienki jak wisienki (Eugeniusz Majchrzak - Józef A. Grochowina)
14. Jadwiga i rydze (trad. - trad.)

CD 3: Pół ciebie, pół mnie... piosenki o miłości
1. Pół ciebie, pół mnie (Janusz Sent - Jacek Korczakowski)
2. Nadchodzi świt (Ryszard Szeremeta - Anna Warecka)
3. Dzisiaj jestem z miasta (Leonid Derbieniew - Jacek Korczakowski)
4. Jesienią nie lubię być sama (Jerzy Suchocki - Jacek Bukowski)
5. Bądź całym światem (Stanisław Rososiński - Leon Sęk)
6. To nic, że noc (Jerzy Rybiński - Józef A. Grochowina)
7. Osądź się sam (Jerzy Rybiński - Andrzej Mogielnicki)
8. Nie bój się deszczu (Adam Skorupka - Anna Warecka)
9. Świata dom (Adam Skorupka - Anna Warecka)
10. A jednak czasem mi żal (Marian Zimiński - Janusz Kondratowicz, Anna Gmitrzuk)
11. Zielona koniczyna (Krystyna Kwiatkowska-Marczyk - Anna Przemyska)
12. A tu jesień (Henryk Wojciechowski - Stanisław Pensyk)
13. Marzeniem po niebie (Mikołaj Hertel - Jacek Bukowski)

## Charakterystyka albumu
Album Danqa to dziewięcio płytowa kompilacja nagrań Danuty Stankiewicz wydana w formie podzielonego na 3 części (każda po trzy płyty kompaktowe w środku) kolekcjonerskiego box setu, który stanowi najpełniejszy zbiór nagrań z artystki z lat 1978–2009. W ramach wydania boxu ukazało się siedem pełnych reedycji wcześniejszych płyt (w tym wydanie albumu Dawno, dawno temu z trzema bonusami, lecz bez tytułowego utworu z oryginalnego wydania). Trzy płyty wydane w boxie ukazały się także osobno jako reedycje, oraz jedna jako trzecia kompilacja w dorobku artystki. Album oryginalnie ukazał się w formie dziewięcio kompaktowego box setu (Fan Media FMCD 0050) i stanowi jedyne tego typu wydawnictwo w dorobku artystki.

## Muzycy
- Danuta Stankiewicz (Danqa) – śpiew, chórki
- Robert Obcowski – instrumenty klawiszowe (CD 1)
- Winicjusz Chróst – gitara (CD 1)
- Wojciech Kowalewski – perkusja (CD 1)

- Waldemar Zajączkowski – syntezatory (CD 2)
- Tomasz Szajewski – programowanie instrumentów perkusyjnych (CD 2)
- Waldemar Zajączkowski – instrumenty klawiszowe (CD 3)
- Andrzej Stolarz – gitara (CD 3)
- Mieczysław Drozd – programowanie instrumentów perkusyjnych i basów (CD 3)
- Hernyk Wojciechowski – instrumenty elektroniczne (CD 3;10,12)
- Paweł Derent – gitara (CD 3;11)
- Witold Mix, Dariusz Play – instrumenty klawiszowe (CD 4;1-11,16)
- Michael Fedoroff – gitara akustyczna, gitara elektryczna, bas (CD 4;15)
- Sebastian Skalski – syntezatory (CD 4;12)
- Jerzy Suchocki – instrumenty klawiszowe, syntezatory (CD 4;13,14)
- Beata Rozwadowska, Jerzy Hinz – chórki (CD 5)
- Waldemar Zajączkowski – instrumenty klawiszowe (CD 5)
- Mieczysław Drozd – programowanie instrumentów perkusyjnych i basu (CD 5)
- Aleksandra Bieńkowska, Anna Cieśla, Robert Osam-Gyaabin – chórki (CD 6)
- Tomasz Czapliński – skrzypce (CD 6)
- Marek Krajewski – instrumenty perkusyjne (CD 6)
- Grzegorz Hordyjewicz – trąbka (CD 6)
- Michał Mieczkowski – puzon (CD 6)
- Paweł Nawara – gitara (CD 6)
- Paweł Sójka – akordeon (CD 6)
- Józef Sribniak – klarnet (CD 6)
- Wojciech Traczyk – kontrabas (CD 6)
- Zespół p/k Adama Tuszkowskiego i Bogdana Roszczyka – akompaniament (CD 7)
- Piotr Strycharski, Wojciech Leszczyński – chórki (CD 8)
- Andrzej Skupiński – klarnet (CD 8)
- Jacek Brzozowski – akordeon (CD 8)
- Wojciech Leszczyński – skrzypce (CD 8)
- Zespół wokalny FART – chórki (CD 9;11)
- Orkiestra Rozrywkowa Polskiego Radia i Telewizji w Katowicach – akompaniament (CD 9;6,8,9)
- Orkiestra Rozrywkowa Polskiego Radia i Telewizji w Łodzi – akompaniament (CD 9;13)
- Zespół Instrumentalny Ryszarda Borowskiego – akompaniament (CD 9;10)
- Zespół Instrumentalny Stanisława Fiałkowskiego – akompaniament (CD 9;1)
- Zespół Instrumentalny Wojciecha Kacperskiego – akompaniament (CD 9;5)
- Zespół Instrumentalny Tadeusza Klimondy – akompaniament (CD 9;3)
- Zespół Instrumentalny Janusza Piątkowskiego – akompaniament (CD 9;11)
- Zespół Instrumentalny Ryszarda Szeremety – akompaniament (CD 9;2)
- Zespół Instrumentalny Jerzego Suchockiego – akompaniament (CD 9;4)
- Zespół Instrumentalny Henryka Wojciechowskiego – akompaniament (CD 9;12)
- Zespół Rozrywkowy Rozgłośni Opolskiej – akompaniament (CD 9;7)

## Realizatorzy
- Zdjęcia na okładce – Sebastian Skalski
- Projekt graficzny – zespół Fan Media